# Edmond Charlemagne
Pour les articles homonymes, voir Charlemagne.
Edmond Charlemagne, né le 4 septembre 1795 à Châteauroux et mort le 8 février 1872 dans cette même ville, est un magistrat et homme politique français.

## Biographie
Fils de Jean-Claude Charlemagne, petit-fils de Jérôme Legrand, tous deux députés de l'Indre, il est en 1819 substitut près le tribunal de Châteauroux puis procureur du roi. En 1831, il commence une carrière politique qui va durer 20 ans (six mandats), sous diverses étiquettes, de légitimiste à bonapartiste. Il est ensuite conseiller d'État.
Edmond Charlemagne est élu député de l'Indre (circonscription du Blanc) le 5 juillet 1831, par 112 voix sur 192 votants. Il siège dans l'opposition légitimiste et est réélu aux élections du 21 juin 1834. En 1837, il démissionne de son poste de procureur pour garantir son indépendance et quitte l'opposition légitimiste pour l'opposition de gauche. Il se présente (gauche) aux élections du 4 novembre 1837 dans la circonscription de Châteauroux et est élu par 203 voix sur 445 votants., puis réélu sous la même étiquette le 2 mars 1939. Il est à l'Assemblée un des orateurs de la gauche constitutionnelle. En 1842, sa santé ne lui permet plus d'habiter Paris et il est remplacé par son collègue Léonard Muret de Bort.
À la Révolution de 1848, il est nommé sous-commissaire du gouvernement provisoire à Issoudun, la ville natale de son père, et se présente aux élections du 23 avril 1848 au suffrage universel pour l'Assemblée constituante. Il est élu, le 1er sur 7, par 55 214 voix sur 60 509 votants. C'est un républicain du lendemain qui siège dans la gauche modérée, aux côtés de son collègue député de l'Indre François Rollinat. Il se présente aux élections législatives du 12 mai 1849 et est élu représentant de l'Indre, 1er sur 5, par 27 073 voix sur 50 138 votants, et siège au centre droit. Il vote pour le bannissement des Orléans, contre la proposition Proudhon, contre les poursuites contre Louis Blanc, du préfet de Police Marc Caussidière et des accusés du 15 mai 1851, contre l'impôt progressif, contre l'amendement Grévy s'opposant à l'élection du Président de la République au suffrage universel, contre le droit au travail, contre la suppression de l'impôt sur le sel, pour l'abolition de l'impôt sur les boissons, pour l'interdiction des clubs. Il soutient le coup d'État du 2 décembre 1851.
Après la dissolution de l'Assemblée nationale qui suit le coup d'État, il est nommé conseiller d'État (section des finances) et y demeure jusqu'à sa retraite, à 65 ans. Il meurt à Châteauroux à 76 ans. Il est le père de Raoul Charlemagne, député de l'Indre. Ils sont enterrés dans la chapelle familiale au cimetière Saint-Denis de Châteauroux.

## Décorations
- Commandeur de la Légion d'honneur[5]